# دافي فريك
دافي فريك (بالألمانية: Davy Frick)‏ هو لاعب كرة قدم ألماني، ولد في 5 أبريل 1990 في تريبتيس في ألمانيا. لعب مع كارل زايس يينا.

## وصلات خارجية
- دافي فريك على موقع قاعدة بيانات كرة القدم.إي يو (الإنجليزية)
- دافي فريك على موقع بيانات كرة القدم. دي إي (الألمانية)
- دافي فريك على موقع عالم كرة القدم.نت (الإنجليزية)